# Osmunda basilaris
Osmunda basilaris là một loài dương xỉ trong họ Osmundaceae. Loài này được Spreng. mô tả khoa học đầu tiên năm 1804.
Danh pháp khoa học của loài này chưa được làm sáng tỏ. 